# لیکتانستگ
شهر لیکتانستگ  در توگژانبورگ (ولکره) در کانتون سنت گالن در کشور سوئیس واقع شده‌است که ۱٬۸۰۰ نفر  جمعیت دارد.